# جیمز فدرستون (بازیکن فوتبال)
جیمز فدرستون (انگلیسی: James Featherstone؛ زادهٔ) بازیکن فوتبال اهل بریتانیا است.
از باشگاه‌هایی که در آن بازی کرده‌است می‌توان به باشگاه فوتبال اسکانتورپ یونایتد و باشگاه فوتبال بلکبرن روورز اشاره کرد.